# Porta di Sion
La Porta di Sion (in ebraico שער ציון‎?, Sha'ar Zion, in arabo باب صهيون‎?, Bab Sahyun) anche conosciuta come Bab Harat al-Yahud ("la porta del quartiere ebraico") o Bab an-Nabi Dawud ("la porta del profeta David") si trova nella parte sud-ovest delle mura della Città Vecchia di Gerusalemme ed è una delle sette porte cittadine ancora accessibili. Conduce dai quartieri ebraico e armeno alla zona del Monte Sion.

## Storia

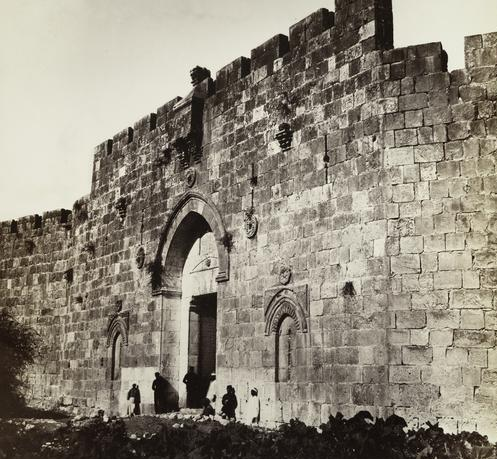
La porta di Sion nel 1865

La porta di Sion fu costruita nel luglio 1540 dal sultano ottomano Solimano il Magnifico. In epoca romana, poco più a est dell'attuale ubicazione, si trovava una porta che conduceva all'antica via dei cristiani (il cardo), come raffigurato nella Mappa di Terrasanta nella Chiesa di San Giorgio a Madaba in Giordania risalente al VI secolo.
Quando la porzione meridionale delle mura fu eretta, vennero costruite sei torri di guardia, due delle quali erano nella vicinanze della porta di Sion.
Nella seconda metà del XIV secolo, la zona della porta versava in uno stato di degrado: un lazzaretto, un macello ed un mercato di bestiame erano situati nelle immediate vicinanze. Verso la fine dello stesso secolo le mura meridionali si popolarono di numerosi negozi che furono chiusi all'inizio del mandato britannico.
Il 14 maggio 1948, quando l'esercito britannico lasciò la città, un maggiore appartenente al reggimento del Suffolk si presentò dal rabbino Mordechai Weingarten per consegnargli la chiave della porta di Sion.

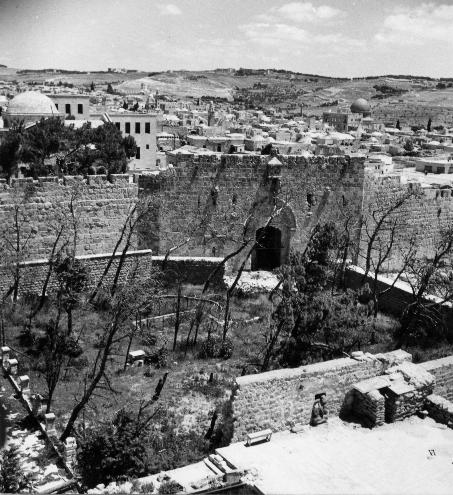
La porta nel 1948

Nel 2008, in occasione del 468º anniversario dalla costruzione, furono effettuati importanti lavori di restauro sulla porta, danneggiata nel 1948 durante i combattimenti tra l'esercito israeliano e quello giordano nell'ambito della guerra arabo-israeliana.

## Nelle guerre

### Guerra arabo-israeliana
Pochi giorni dopo lo scoppio della guerra arabo-israeliana, i genieri del Palmach piazzarono una carica esplosiva da ottanta chilogrammi nei pressi della porta di Sion, presidiata dalle truppe giordane. L'esplosione aprì una breccia attraverso la quale i soldati israeliani penetrarono nella città vecchia. Le truppe del Palmach furono però costrette alla ritirata poche ore dopo dal sesto reggimento giordano. Furono effettuati altri quattro tentativi di entrare nella città vecchia ma nessuno di questi andò a buon fine. L'esercito giordano assunse il controllo del quartiere ebraico il 28 maggio 1948 e circa 700 residenti furono espulsi attraverso la porta di Sion. Il giorno seguente il resto dei residenti fu evacuato e la porta fu serrata con un cancello metallico fino al 1967.

### Guerra dei sei giorni
Gli scontri tra l'esercito giordano e quello israeliano posto sul monte Sion iniziarono il 5 giugno 1967. Durante la battaglia vennero impiegati bazooka e mortai che danneggiarono seriamente la porta di Sion. Dopo due giorni l'esercito giordano abbandonò le proprie posizioni e la città vecchia fu conquistata dalle truppe israeliane che penetrarono attraverso la vicina Porta del Letame.